# Linda Wild
Pour les articles homonymes, voir Wild.
Linda Harvey Wild, née le 11 février 1971 à Airlington Heights, est une joueuse de tennis américaine, professionnelle du milieu des années 1980 à 2000.
Adepte des surfaces rapides, elle réalise la meilleure saison de sa carrière en 1996 en décrochant en avril son titre le plus important, à l'Open d'Indonésie. En septembre, quart de finaliste à l'US Open, elle atteint à l'issue de l'épreuve son classement Women's Tennis Association (WTA) le plus élevé (23e mondiale). Dans la foulée, elle est sélectionnée au sein de l'équipe américaine victorieuse en Fed Cup face à l'Espagne en finale. À noter, enfin : en double dames, associée à Elizabeth Smylie, une demi-finale disputée en juillet à Wimbledon.
Linda Wild a remporté dix tournois WTA, dont cinq en double dames.

## Palmarès

### Titres en simple dames
| No | Date       | Nom et lieu du tournoi      | Catégorie | Dotation  | Surface         | Finaliste       | Score         |          |
| -- | ---------- | --------------------------- | --------- | --------- | --------------- | --------------- | ------------- | -------- |
| 1  | 26-07-1993 | Puerto Rico Open, San Juan  | Tier IV   | 150 000 $ | Dur (ext.)      | Ann Grossman    | 6-3, 5-7, 6-3 | Parcours |
| 2  | 27-09-1993 | Sapporo Open, Sapporo       | Tier IV   | 100 000 $ | Moquette (int.) | Irina Spîrlea   | 6-4, 6-3      | Parcours |
| 3  | 11-09-1995 | TVA Cup Ladies Open, Nagoya | Tier IV   | 107 500 $ | Moquette (int.) | Sandra Kleinová | 6-4, 6-2      | Parcours |
| 4  | 25-09-1995 | Nokia Open, Pékin           | Tier IV   | 107 500 $ | Dur (ext.)      | Wang Shi-ting   | 7-5, 6-2      | Parcours |
| 5  | 08-04-1996 | Danamon Open, Jakarta       | Tier III  | 164 250 $ | Dur (ext.)      | Yayuk Basuki    | Forfait       | Parcours |

### Finales en simple dames
| No | Date       | Nom et lieu du tournoi                     | Catégorie | Dotation  | Surface      | Vainqueure       | Score    |          |
| -- | ---------- | ------------------------------------------ | --------- | --------- | ------------ | ---------------- | -------- | -------- |
| 1  | 15-06-1992 | Pilkington Glass Championships, Eastbourne | Tier II   | 350 000 $ | Gazon (ext.) | Lori McNeil      | 6-4, 6-4 | Parcours |
| 2  | 09-11-1992 | Tennis Classic, Indianapolis               | Tier IV   | 150 000 $ | Dur (int.)   | Helena Suková    | 6-4, 6-3 | Parcours |
| 3  | 04-10-1993 | P&G Open, Taïwan                           | Tier IV   | 100 000 $ | Dur (ext.)   | Wang Shi-ting    | 6-1, 7-6 | Parcours |
| 4  | 13-06-1994 | Volkswagen Cup, Eastbourne                 | Tier II   | 400 000 $ | Gazon (ext.) | Meredith McGrath | 6-2, 6-4 | Parcours |

### Titres en double dames
| No | Date       | Nom et lieu du tournoi         | Catégorie | Dotation  | Surface      | Partenaire       | Finalistes                       | Score         |          |
| -- | ---------- | ------------------------------ | --------- | --------- | ------------ | ---------------- | -------------------------------- | ------------- | -------- |
| 1  | 10-01-1994 | Tasmanian International Hobart | Tier IV   | 100 000 $ | Dur (ext.)   | Chanda Rubin     | Jenny Byrne Rachel McQuillan     | 7-5, 4-6, 7-6 | Parcours |
| 2  | 09-05-1994 | BVV Open Prague                | Tier IV   | 100 000 $ | Terre (ext.) | Amanda Coetzer   | Kristie Boogert Laura Golarsa    | 6-4, 3-6, 6-2 | Parcours |
| 3  | 08-05-1995 | Prague Open Prague             | Tier IV   | 107 500 $ | Terre (ext.) | Chanda Rubin     | Maria Lindström Maria Strandlund | 6-7, 6-3, 6-2 | Parcours |
| 4  | 25-09-1995 | Nokia Open Pékin               | Tier IV   | 107 500 $ | Dur (ext.)   | Claudia Porwik   | Stephanie Rottier Wang Shi-ting  | 6-1, 6-0      | Parcours |
| 5  | 10-06-1996 | DFS Classic Birmingham         | Tier III  | 164 250 $ | Gazon (ext.) | Elizabeth Smylie | Lori McNeil Nathalie Tauziat     | 6-3, 3-6, 6-1 | Parcours |

### Finales en double dames
| No | Date       | Nom et lieu du tournoi                     | Catégorie | Dotation  | Surface         | Vainqueures                          | Partenaire        | Score         |          |
| -- | ---------- | ------------------------------------------ | --------- | --------- | --------------- | ------------------------------------ | ----------------- | ------------- | -------- |
| 1  | 02-03-1992 | Virginia Slims of Florida Boca Raton       | Tier I    | 550 000 $ | Dur (ext.)      | Larisa Neiland Natasha Zvereva       | Conchita Martínez | 6-2, 6-2      | Parcours |
| 2  | 20-09-1993 | Nichirei International Championships Tokyo | Tier II   | 375 000 $ | Dur (ext.)      | Lisa Raymond Chanda Rubin            | Amanda Coetzer    | 6-4, 6-1      | Parcours |
| 3  | 31-10-1994 | Challenge Bell Québec                      | Tier III  | 150 000 $ | Moquette (int.) | Elna Reinach Nathalie Tauziat        | Chanda Rubin      | 6-4, 6-3      | Parcours |
| 4  | 27-02-1995 | Puerto Rico Open San Juan                  | Tier III  | 161 250 $ | Dur (ext.)      | Karin Kschwendt Rene Simpson         | Laura Golarsa     | 6-2, 0-6, 6-4 | Parcours |
| 5  | 18-09-1995 | Nichirei International Championships Tokyo | Tier II   | 430 000 $ | Dur (ext.)      | Lindsay Davenport Mary Joe Fernández | Amanda Coetzer    | 6-3, 6-2      | Parcours |
| 6  | 09-06-1997 | DFS Classic Birmingham                     | Tier III  | 164 250 $ | Gazon (ext.)    | Katrina Adams Larisa Neiland         | Nathalie Tauziat  | 6-2, 6-3      | Parcours |

## Parcours en Grand Chelem

### En simple dames
| Année | Open d'Australie | Open d'Australie   | Internationaux de France | Internationaux de France | Wimbledon       | Wimbledon           | US Open         | US Open            |
| ----- | ---------------- | ------------------ | ------------------------ | ------------------------ | --------------- | ------------------- | --------------- | ------------------ |
| 1989  | -                | -                  | -                        | -                        | -               | -                   | 1er tour (1/64) | Andrea Temesvári   |
| 1990  | -                | -                  | 1er tour (1/64)          | Naoko Sawamatsu          | 2e tour (1/32)  | Ann Devries         | 1er tour (1/64) | Rachel McQuillan   |
| 1991  | 1er tour (1/64)  | Gabriela Sabatini  | 3e tour (1/16)           | Leila Meskhi             | 3e tour (1/16)  | Laura Arraya        | -               | -                  |
| 1992  | 2e tour (1/32)   | Rachel McQuillan   | 2e tour (1/32)           | Lori McNeil              | 2e tour (1/32)  | Zina Garrison       | 1er tour (1/64) | Gabriela Sabatini  |
| 1993  | 1er tour (1/64)  | Jennifer Capriati  | 2e tour (1/32)           | Natalia Baudone          | 1er tour (1/64) | Barbara Rittner     | 2e tour (1/32)  | Arantxa Sánchez    |
| 1994  | 2e tour (1/32)   | Mary Pierce        | 1er tour (1/64)          | Katerina Maleeva         | 3e tour (1/16)  | Martina Navrátilová | 2e tour (1/32)  | Shaun Stafford     |
| 1995  | 2e tour (1/32)   | Mary Joe Fernández | 2e tour (1/32)           | Ruxandra Dragomir        | 1er tour (1/64) | Rachel McQuillan    | 1er tour (1/64) | Inés Gorrochategui |
| 1996  | 2e tour (1/32)   | Naoko Sawamatsu    | 3e tour (1/16)           | Kimiko Date              | 3e tour (1/16)  | Martina Hingis      | 1/4 de finale   | Conchita Martínez  |
| 1997  | 1er tour (1/64)  | Wang Shi-ting      | 1er tour (1/64)          | Magüi Serna              | 1er tour (1/64) | Karen Cross         | 1er tour (1/64) | Silvia Farina      |
| 1999  | -                | -                  | -                        | -                        | 1er tour (1/64) | M.A. Sánchez        | -               | -                  |
| 2000  | 1er tour (1/64)  | Mary Pierce        | -                        | -                        | -               | -                   | -               | -                  |

à droite du résultat, l’ultime adversaire.

### En double dames
| Année | Open d'Australie            | Open d'Australie           | Internationaux de France      | Internationaux de France  | Wimbledon                    | Wimbledon                  | US Open                      | US Open                   |
| ----- | --------------------------- | -------------------------- | ----------------------------- | ------------------------- | ---------------------------- | -------------------------- | ---------------------------- | ------------------------- |
| 1991  | 1er tour (1/32) P. Tarabini | Jo-Anne Faull M. Jaggard   | 2e tour (1/16) S. Stafford    | Julie Halard Anke Huber   | -                            | -                          | -                            | -                         |
| 1992  | 2e tour (1/16) Eva Pfaff    | Kohde-Kilsch J. Wiesner    | 3e tour (1/8) Rennae Stubbs   | Jana Novotná L. Neiland   | 1er tour (1/32) M. L. Piatek | Bryukhovets N. Medvedeva   | 1er tour (1/32) Peanut Louie | Leila Meskhi Elna Reinach |
| 1993  | 3e tour (1/8) Gorrochategui | Lori McNeil Rennae Stubbs  | 1er tour (1/32) Nicole Provis | G. Fernández N. Zvereva   | 2e tour (1/16) J. Wiesner    | Valda Lake Clare Wood      | 1er tour (1/32) J. Wiesner   | L. Neiland Jana Novotná   |
| 1994  | 2e tour (1/16) Chanda Rubin | Laura Golarsa N. Medvedeva | 1er tour (1/32) Chanda Rubin  | Anke Huber M. Oremans     | 1/4 de finale Chanda Rubin   | G. Fernández N. Zvereva    | 1er tour (1/32) Chanda Rubin | Nicole Arendt K. Radford  |
| 1995  | 3e tour (1/8) Chanda Rubin  | Patty Fendick MJ Fernández | 2e tour (1/16) Chanda Rubin   | M. McGrath L. Neiland     | 2e tour (1/16) Chanda Rubin  | S. Cecchini I. Demongeot   | 3e tour (1/8) N. Bradtke     | Jana Novotná A. Sánchez   |
| 1996  | 3e tour (1/8) Irina Spîrlea | L. Davenport MJ Fernández  | 3e tour (1/8) E. Smylie       | M. Hingis Helena Suková   | 1/2 finale E. Smylie         | M. Hingis Helena Suková    | 1er tour (1/32) E. Smylie    | A. Lettiere C. Morariu    |
| 1997  | 3e tour (1/8) Lori McNeil   | N. Kijimuta Nana Miyagi    | 2e tour (1/16) Gorrochategui  | Yayuk Basuki Caroline Vis | 3e tour (1/8) N. Tauziat     | L. Neiland Helena Suková   | 1er tour (1/32) Rita Grande  | N. Kijimuta Nana Miyagi   |
| 1999  | 1er tour (1/32) Anke Huber  | C. Cristea R. Dragomir     | 1er tour (1/32) B. Schultz    | L. Courtois Shaughnessy   | 1/4 de finale Silvia Farina  | Jana Novotná N. Zvereva    | 3e tour (1/8) Nana Miyagi    | S. Williams V. Williams   |
| 2000  | 2e tour (1/16) Shaughnessy  | M. Hingis Mary Pierce      | 1er tour (1/32) Alicia Molik  | T. Poutchek Petra Rampre  | 2e tour (1/16) Silvia Farina | Irina Spîrlea Caroline Vis | 1er tour (1/32) S. Appelmans | Navrátilová A. Sánchez    |

sous le résultat, la partenaire ; à droite, l’ultime équipe adverse.

### En double mixte
| Année | Open d'Australie             | Open d'Australie           | Internationaux de France    | Internationaux de France   | Wimbledon                   | Wimbledon                  | US Open                       | US Open                    |
| ----- | ---------------------------- | -------------------------- | --------------------------- | -------------------------- | --------------------------- | -------------------------- | ----------------------------- | -------------------------- |
| 1992  | -                            | -                          | 1er tour (1/32) Ken Flach   | F. Labat Javier Frana      | 2e tour (1/16) Ken Flach    | B. Schultz M. Schapers     | -                             | -                          |
| 1993  | -                            | -                          | -                           | -                          | 1er tour (1/32) S. Melville | Ei Iida F. Montana         | 1er tour (1/16) Brad Pearce   | N. Zvereva M. Kratzmann    |
| 1994  | 1er tour (1/16) Brad Pearce  | A. Sánchez E. Sánchez      | 1er tour (1/32) Brad Pearce | K. Guse Laurie Warder      | 1er tour (1/32) Van Emburgh | Lisa Raymond Rick Leach    | 1er tour (1/16) Brad Pearce   | Zina Garrison T. Kronemann |
| 1995  | 1/4 de finale F. Montana     | L. Davenport Grant Connell | 2e tour (1/16) Gary Muller  | R. McQuillan D. Macpherson | 3e tour (1/8) Brian MacPhie | MJ Fernández Sandon Stolle | 1er tour (1/16) Byron Talbot  | N. Jagerman Van Emburgh    |
| 1996  | 1er tour (1/16) Jim Grabb    | G. Fernández Cyril Suk     | 2e tour (1/16) Byron Talbot | Ai Sugiyama Paul Kilderry  | 2e tour (1/16) Jim Grabb    | N. Bradtke Jeremy Bates    | 1er tour (1/16) D. Johnson    | Caroline Vis Byron Talbot  |
| 1997  | 1er tour (1/16) A. Kratzmann | N. Bradtke Joshua Eagle    | -                           | -                          | 2e tour (1/16) D. Johnson   | S. Siddall D. Sapsford     | 1er tour (1/16) Neil Broad    | Mercedes Paz Pablo Albano  |
| 1999  | 2e tour (1/8) David Roditi   | M. Oremans Nicklas Kulti   | -                           | -                          | -                           | -                          | 1er tour (1/16) D. Macpherson | Mary Pierce J. de Jager    |

sous le résultat, le partenaire ; à droite, l’ultime équipe adverse.

## Parcours aux Masters

### En double dames
| # | Date       | Nom de l'édition             | ($)       | Surface         | Résultat      | Partenaire       | Ultimes adversaires            | Score    |          |
| - | ---------- | ---------------------------- | --------- | --------------- | ------------- | ---------------- | ------------------------------ | -------- | -------- |
| 1 | 18/11/1996 | Chase Championships New York | 2 000 000 | Moquette (int.) | 1/4 de finale | Elizabeth Smylie | Gigi Fernández Natasha Zvereva | 6-1, 6-2 | Parcours |

## Parcours en Fed Cup
| #                                                               | Date       | Lieu          | Surface         | Gagnante(s)                   | Perdante(s)                     | Score    |          |
|                                                                 |            |               |                 |                               |                                 |          |          |
| 1996 - 1/2 finale (groupe mondial) - Japon - États-Unis - 0 : 5 |            |               |                 |                               |                                 |          |          |
| 1                                                               | 13/07/1996 | Nagoya        | Moquette (int.) | Lindsay Davenport Linda Wild  | Kyoko Nagatsuka Ai Sugiyama     | 6-2, 6-1 | Parcours |
|                                                                 |            |               |                 |                               |                                 |          |          |
| 1996 - Finale (groupe mondial) - États-Unis - Espagne - 5 : 0   |            |               |                 |                               |                                 |          |          |
| 2                                                               | 28/09/1996 | Atlantic City | Moquette (int.) | Mary Joe Fernández Linda Wild | Gala León García Virginia Ruano | 6-1, 6-4 | Parcours |

## Classements WTA en fin de saison

### En simple
| Année | 1987 | 1988 | 1989 | 1990 | 1991 | 1992 | 1993 | 1994 | 1995 | 1996 | 1997 | 1999 | 2000 |
| Rang  | 395  | 434  | 155  | 86   | 41   | 49   | 45   | 49   | 59   | 29   | 222  | 196  | 255  |

source : (en) « Classements de Linda Wild », sur le site officiel du WTA Tour

### En double
| Année | 1988 | 1989 | 1990 | 1991 | 1992 | 1993 | 1994 | 1995 | 1996 | 1997 | 1999 | 2000 |
| Rang  | 289  | 424  | 268  | 91   | 71   | 45   | 42   | 34   | 23   | 41   | 63   | 162  |

source : (en) « Classements de Linda Wild », sur le site officiel du WTA Tour